# Perneczky Géza
Perneczky Géza (Keszthely, 1936. május 21. –) Széchenyi-díjas (2006) magyar művészettörténész, képzőművész, festő, író, pedagógus.

## Élete
Perneczky Géza Keszthelyen született 1936. május 21-én Perneczky Géza és Veress Albertin gyermekeként.
1954 és 1957 között a Zenei Szaktanárképző (Bartók Béla Zeneművészeti Szakiskola) diákja volt. 1957 és 1962 között az Eötvös Loránd Tudományegyetem Bölcsészettudományi Kar művészettörténet–magyar szakos hallgatója volt.
1962 és 1965 között a Képzőművészeti Alap Kiadó könyvszerkesztőjeként dolgozott. 1965 és 1968 között a Magyar Nemzet munkatársaként, 1966-1970 között a Magyar Televízió képzőművészeti műsorainak munkatársaként működött. 1968 és 1970 között az Élet és Irodalom műkritikusa volt. 1970 óta Kölnben él, gimnáziumi tanár, a Deutsche Welle, majd a Deutschlandfunk rádió külső munkatársa. 1970 és 1980 között konceptuális (fogalmi, gondolati) munkákat, fényképeket, pecsétműveket, kiadványokat készített. 1980-tól szoros kapcsolatba került a nemzetközi mail arttal (levelezésművészet). 1984 óta festőként ismerik (Németországban, Hollandiában, az Amerikai Egyesült Államokban és Magyarországon).

## Művei
- Kortársak szemével (1967)
- Klee (1967)
- Kortársak szemével. Írások a magyar művészetről, 1896-1945; vál., jegyz., bev. Perneczky Géza; Corvina, Bp., 1967 (A művészettörténet forrásai)
- Sugár Kata munkássága (fotóalbum, 1968)
- Tanulmányút a Pávakertbe (1969)
- Kassák (katalógus, 1969)
- Művészeti búvópatakok (1969)
- Számozott füzetek I.-V. (1970)
- Munkácsy (1970)
- Rajzolj velünk! (1972)
- Important Business I.-II. (1973)
- A Klorofil kora (regény, 1975)
- Bestiarium (1977)
- Az imaginárius muskátli: reflexiók és rekonstrukciók 1971-1977 (1978)
- Tíz nap Szilifke (1979)
- Do it Yourself Literature (1981)
- Hogy van avantgarde, ha nincsen – vagy fordítva I.-II. (1983)
- Barta Lajos emlékkiállítása (katalógus, 1986)
- A próféta mint művészi jelkép: Joseph Beuys a nyolcvanas évek művészetének küszöbén (1987)
- The artists' books in European view. The soul of books or the Third Generation?; angolra ford. Lugo László; Soft Geometry, Cologne, 1987
- A korszak mint műalkotás (1988)
- Picasso – Picasso után (1989)
- Szeretettel és szabotázzsal: A "neoizmus" (1990)
- A háló: Alternatív művészeti áramlatok a folyóirat-kiadványaik tükrében, 1968-1988 (1991)
- Art in the Sixties (1991)
- Mail art – szigetvilág? (1991)
- Mire jó a fraktálfilozófia? A nyelvről, a komputerről, a fraktálokról, a káoszelméletről és a modernizmus válságáról a művészettörténész szemével (1992)
- The Magazine Network (1993)
- Zuhanás a toronyból. Válogatott írások 1983-1994 (1994)
- Falsifikáljuk a lelket és a művészetet is? (1994)
- A diktatúrák művészete (1994)
- Művészet alkonyatkor (1994)
- A Marco Polo-szindrómáról (1995)
- Kapituláció a szabadság előtt (1995)
- A művészet vége?; szerk., ill. Perneczky Géza; Új Világ, Bp., 1995 (Európai füzetek)
- Barta Lajos szobrai és rajzai (1995)
- A kultúra mint szolgáltatás és az esztétikai döntés mint emberi jog (1996)
- Fraktálok és eseményminták; Kijárat, Bp., 1998 (Teve könyvek)
- Éljen a kultúrfusi! A mail-art mozgalom Magyarországon (2000)
- Network Atlas. A historical Atlas for the post-fluxus movements (2001)
- The poly-dimensional fields of Saxon-Szász (2002)
- Művészet az ezredfordulón. Tanulmányok a művészet végéről és a művészettörténet újrakezdéséről; Palatinus, Bp., 2006 (Mintázatok sorozat)
- Assembling magazines, 1969–2000. Soft geometry; angolra ford. Fejérvári Boldizsár, Sólyomföldi Éva, Polony Csaba; Árnyékkötők Foundation, Bp., 2007
- Héj és lepel. Pauer Gyula művészetéről; Noran, Bp., 2008 + DVD
- Rózsák nyesése. Bolyongás a művész-galerista-műgyűjtő háromszögben; Szépmesterségek Alapítvány, Miskolc, 2008 (Műút-könyvek)
- Három megfigyelés feLugossy László művészetéről; Szépmesterségek Alapítvány, Miskolc, 2012 (Műút-könyvek)

## Kiállításai
- 1964 Hága
- 1969, 1986-1987 Budapest
- 1972, 1974, 1983, 1986 Köln
- 1973, 1977 Amszterdam
- 1977 Düsseldorf
- 1980 San Francisco, Reykjavík
- 1982 Brüsszel
- 1984 Gent, Bécs
- 1985 Chicago